# 서머슬램
서머슬램(SummerSlam)은 WWE가 주관하는 8월의 페이 퍼 뷰이자 5대 페이 퍼 중 하나다.

## 개최지
| 날짜            | 개최한 곳      | 경기장                          | 관중수      | 메인이벤트 |
| --------------- | -------------- | ------------------------------- | ----------- | --- |
| 1988년 8월 29일 | 뉴욕           | 매디슨 스퀘어 가든              | 20,000      | 헐크 호건, 랜디 새비지 vs. 테드 디비아시, 앙드레 더 자이언트 (특별심판 : 제시 벤투라) |
| 1989년 8월 28일 | 이스트러더퍼드 | 미도우랜즈 아레나               | 20,000      | 헐크 호건, 브루터스 비프케익 vs. 랜디 새비지, 제우스 |
| 1990년 8월 27일 | 필라델피아     | 더 스펙트럼                     | 19,304      | 얼티미트 워리어 vs. 릭 루드 (스틸 케이지 매치, WWE 챔피언십) |
| 1991년 8월 26일 | 뉴욕           | 매디슨 스퀘어 가든              | 20,000      | 헐크 호건, 얼티미트 워리어 vs. 서전트 슬로터, 아이언 쉬크, 제너럴 에드난 (2대3 핸디캡 매치, 특별심판 : 시드 저스티스)                                                                                        |
| 1992년 8월 29일 | 런던           | 웸블리 스타디움                 | 80,355      | 브렛 하트 vs. 브리티쉬 불독 (WWE 인터컨티넨탈 챔피언십) |
| 1993년 8월 30일 | 오번 힐스      | 더 팰리스 오브 오번 힐스        | 23,954      | 요코주나 vs. 렉스 루거 (WWE 챔피언십) |
| 1994년 8월 29일 | 시카고         | 유나이티드 센터                 | 23,000      | 언더테이커 vs. 언더테이커 (가짜) |
| 1995년 8월 27일 | 피츠버그       | 피츠버그 시빅 아레나            | 18,062      | 디젤 vs. 킹 메이블 (WWE 챔피언십) |
| 1996년 8월 18일 | 클리블랜드     | 건드 아레나                     | 17,000      | 숀 마이클스 vs. 베이더 (WWE 챔피언십) |
| 1997년 8월 3일  | 이스트러더퍼드 | 콘티넨털 에어라인스 아레나      | 20,213      | 언더테이커 vs. 브렛 하트 (WWE 챔피언십, 특별 심판 : 숀 마이클스) |
| 1998년 8월 30일 | 뉴욕           | 매디슨 스퀘어 가든              | 21,588      | 스티브 오스틴 vs. 언더테이커 (WWE 챔피언십) |
| 1999년 8월 22일 | 미니애폴리스   | 타깃 센터                       | 17,370      | 스티브 오스틴 vs. 맨카인드 vs. 트리플 H (WWE 챔피언십, 특별 심판 : 제시 벤투라) |
| 2000년 8월 27일 | 롤리           | 엔터테인먼트 앤 스포츠 아레나   | 18,124      | 더 락 vs. 커트 앵글 vs. 트리플 H (WWE 챔피언십) |
| 2001년 8월 19일 | 새너제이       | 컴팩 센터 앳 새너제이           | 15,293      | 부커 T vs. 더 락 (WCW 챔피언십) |
| 2002년 8월 25일 | 유니언데일     | 나소 베터런스 메모리얼 콜리시엄 | 14,797      | 더 락 vs. 브록 레스너 (WWE 통합 챔피언십) |
| 2003년 8월 24일 | 피닉스         | 아메리카 웨스트 아레나          | 16,113      | 트리플 H vs. 크리스 제리코 vs. 케빈 내시 vs. 숀 마이클스 vs. 랜디 오턴 vs. 골드버그 (일리미네이션 체임버 매치, 월드 헤비웨이트 챔피언십)                                                                     |
| 2004년 8월 15일 | 토론토         | 에어 캐나다 센터                | 17,640      | 크리스 벤와 vs. 랜디 오턴 (월드 헤비웨이트 챔피언십) |
| 2005년 8월 21일 | 워싱턴 D.C.    | MCI 센터                        | 18,156      | 헐크 호건 vs. 숀 마이클스 |
| 2006년 8월 20일 | 보스턴         | TD 노스뱅크 가든                | 16,168      | 에지 vs. 존 시나 (WWE 챔피언십) |
| 2007년 8월 26일 | 이스트러더퍼드 | 콘티넨털 에어라인스 아레나      | 17,441      | 존 시나 vs. 랜디 오턴 (WWE 챔피언십) |
| 2008년 8월 17일 | 인디애나폴리스 | 콘세코 필드하우스               | 12,480      | 언더테이커 vs. 에지 (헬 인 어 셀 매치) |
| 2009년 8월 23일 | 로스앤젤레스   | 스테이플스 센터                 | 14,116      | 제프 하디 vs. CM 펑크 (TLC 매치, 월드 헤비웨이트 챔피언십) |
| 2010년 8월 15일 | 로스앤젤레스   | 스테이플스 센터                 | 14,178      | 존 시나, 대니얼 브라이언, 에지, 크리스 제리코, 브렛 하트, 알 트루쓰, 존 모리슨 vs. 웨이드 배럿, 저스틴 게이브리얼, 히스 슬레이터, 데이비드 오텅가, 스킵 셰필드, 마이클 타버, 대런 영 (7대7 태그팀 제거 경기) |
| 2011년 8월 14일 | 로스앤젤레스   | 스테이플스 센터                 | 17,404      | CM 펑크 vs. 알베르토 델 리오 (WWE 챔피언십) |
| 2012년 8월 19일 | 로스앤젤레스   | 스테이플스 센터                 | 17,482      | 브록 레스너 vs. 트리플 H |
| 2013년 8월 18일 | 로스앤젤레스   | 스테이플스 센터                 | 17,463      | 대니얼 브라이언 vs. 랜디 오턴 (WWE 챔피언십, 특별 심판 : 트리플 H) |
| 2014년 8월 17일 | 로스앤젤레스   | 스테이플스 센터                 | 17,357      | 존 시나 vs. 브록 레스너 (WWE 챔피언십) |
| 2015년 8월 23일 | 브루클린       | 바클레이스 센터                 | 15,702      | 언더테이커 vs. 브록 레스너 |
| 2016년 8월 21일 | 브루클린       | 바클레이스 센터                 | 15,974      | 브록 레스너 vs. 랜디 오턴 |
| 2017년 8월 20일 | 브루클린       | 바클레이스 센터                 | 16,128      | 브록 레스너 vs. 사모아 조 vs. 브라운 스트로우먼 vs. 로만 레인즈 (WWE 유니버설 챔피언십 페이털 4웨이 매치) |
| 2018년 8월 19일 | 브루클린       | 바클레이스 센터                 | 16,169      | 브록 레스너 vs. 로만 레인즈 (WWE 유니버설 챔피언십) |
| 2019년 8월 11일 | 토론토         | 스코샤 뱅크 아레나              | 16,904      | 브록 레스너 vs. 세스 롤린스 (WWE 유니버설 챔피언십) |
| 2020년 8월 23일 | 올랜도         | 암웨이 센터                     | 무관중 경기 | 브라운 스트로우먼 vs. 브레이 와이어트 (폴스 카운트 애니웨어 매치, WWE 유니버설 챔피언십) |
| 2021년 8월 21일 | 패러다이스     | 얼리전트 스타디움               | 51,326      | 로만 레인즈 vs. 존 시나 (WWE 유니버설 챔피언십) |
| 2022년 7월 30일 | 내슈빌         | 닛산 스타디움                   | 48,449      | 로만 레인즈 vs. 브록 레스너 (라스트 맨 스탠딩 매치, 통합 WWE 유니버설 챔피언십) |
| 2023년 8월 5일  | 디트로이트     | 포드 필드                       | 59,194      | 로만 레인즈 vs. 제이 우소 (트라이블 컴뱃, 통합 WWE 유니버설 챔피언십) |
| 2024년 8월 3일  | 클리블랜드     | 클리블랜드 브라운스 스타디움    | 57,791      | 코디 로즈 vs. 솔로 시코아 (블러드라인 룰스 매치, 통합 WWE 챔피언십) |
| 2025년 8월 2일  | 이스트러더퍼드 | 메트라이프 스타디움             | 53,161      | CM 펑크 vs. 세스 롤린스 (월드 헤비웨이트 챔피언십) |
| 2025년 8월 3일  | 이스트러더퍼드 | 메트라이프 스타디움             | 60,561      | 존 시나 vs. 코디 로즈 (스트리트 파이트 매치, 통합 WWE 챔피언십) |